# Kropsfænomenologi
 Der er for få eller ingen kildehenvisninger i denne artikel, hvilket er et problem. Du kan hjælpe ved at angive troværdige kilder til de påstande, som fremføres i artiklen.

Kropsfænomenologi er en samlebetegnelse for de forskellige filosoffers behandling af denne. Teorierne anvendes bl.a. i idrætsteori. Fænomenologien har siden sin grundlæggelse af Edmund Husserl og dennes elev Edith Stein beskæftiget sig med kroppens karakter og dens betydning for subjektet og har introduceret kroppen som et væsentligt begreb i filosofien. Dette er en nyskabelse i filosofien idet kun få filosoffer før hen så som Arthur Schopenhauer har nævnt kroppen i filosofien.
Martin Heidegger tilskriver også kroppen en vigtig position.
I den senere fænomenologerne har især Maurice Merleau-Ponty og Hermann Schmitz beskæftiget sig meget med kroppen.

## Fodnoter
1. ↑  Sune Frølund (1993): Krop, helhed, handling, Philosophia, årg. 22 nr. 3-4, pp. 97-105.
2. ↑  Jesper Olesen (2002): Kroppens filosofi, Kognition & pædagogik, Årg. 12, nr 43, (pp. 30-39)

| filosofi | Spire Denne filosofiartikel er en spire som bør udbygges. Du er velkommen til at hjælpe Wikipedia ved at udvide den. |